# Патч
Запла́тка, или патч (англ. patch /pætʃ/ — заплатка) — информация, предназначенная для автоматизированного внесения определённых изменений в компьютерные файлы. Применение патча иногда называется «пропатчиванием».
Патчем или обновлением (англ. update) называется, в частности, содержащее такую информацию автоматизированное отдельно поставляемое программное средство, используемое для устранения проблем в программном обеспечении или изменения его функциональности.
Исправление может применяться к уже установленной программе либо к её исходным кодам. Сюда входит исправление ошибок, изменение внешнего вида, улучшение эргономичности или производительности программ, а также любые другие изменения, которые разработчик пожелал сделать.
Размер патчей может варьироваться от нескольких килобайт до сотен мегабайт. В частности, очень большими патчи могут быть при изменении или замене непрограммных данных, таких как файлы с графикой и звуком (часто встречаются в компьютерных играх). Тем не менее, большой размер может быть вызван и многочисленностью вносимых изменений. При этом слова «патч», «заплатка» обычно используются для обозначения небольших исправлений, большие же патчи, серьёзно меняющие или обновляющие программу, часто называются «service pack» или «software updates».

## Причины использования патчей
- Описание изменений обычно меньше полной версии программы, пригодной для установки с нуля (за исключением большого количества изменений, например, если обновление происходит сразу через несколько версий).
  - Промежуточный вариант между мелкими патчами и заменой всего сразу — патч, включающий в себя изменения, указанные в нескольких последовательных патчах за определённый период — кумулятивный патч (лат. cumulatio — «увеличение, скопление»).
- Описание изменений может включать в себя контекст, так что патч может быть применим к версиям файлов, отличающимся от тех, для которых он был создан (обычно возможно для текстовых файлов). Патч, содержащий и заменяемые данные, позволяет отменить изменения, в том числе при наличии не мешающих последующих изменений.

## История
Во времена, когда для загрузки программ в компьютеры использовались перфокарты или бумажные ленты, разработчики программ распространяли патчи в виде перфокарт с отличным от первоначального набором перфорации или указывали на перфоленте места, которые следует изменить. Пользователи заменяли соответствующие перфокарты в стопке или вырезали помеченную часть ленты и вклеивали вместо неё новый кусок программы. Тогда же и возникло название «patch» (англ. patch, буквально — «заплатка»).
Позже для распространения патчей стали использоваться магнитные ленты. Когда же были изобретены дискеты, патчи стали отправляться на дискетах в конвертах по почте. Сегодня, в эру повсеместного распространения интернета, компьютерные программы и их пользователи скачивают патчи с сайтов разработчиков.

## Виды патчей
- Патчи могут распространяться в виде списка различий между двумя версиями файла или набора файлов. Такие патчи обычно используются при разработке программного обеспечения. Существуют специальные утилиты для автоматического создания и применения таких патчей (например, diff и patch; различные системы управления версиями).
- Патчи для обновления откомпилированного программного обеспечения распространяются в виде двоичных файлов, скачиваемых самой программой, либо в составе самостоятельных программ, запускаемых самим пользователем. В этом случае необходимые изменения файлов программы или их полная замена зачастую происходит автоматически, без вмешательства пользователя.

## Применение
Коротко выполняемые патчами задачи можно описать следующими действиями:
- исправление обнаруженных за время существования программы недочётов и ошибок;
- изменение или улучшение работы существующих функций;
- добавление новых функций и возможностей;
- обеспечение совместимости с разрабатываемыми отдельно библиотеками.

### Программное обеспечение
Для автоматического обновления у пользователя патчи используются обычно в крупных проектах, где важен объём пересылаемых данных.
При разработке программного обеспечения и т. п. патчи к исходным текстам используются независимо от размера проекта, обычно с помощью систем управления версиями. Созданные патчи, исправляющие частные проблемы или добавляющие некоторую функциональность, такую, как поддержка других языков, обычно отправляются авторам или публикуются в сети.
Например, при разработке ядра операционной системы Linux, Линус Торвальдс, его автор, получал тысячи писем с патчами к своей версии от множества программистов.
Веб-сервер Apache развился из набора патчей, написанных ранее различными веб-мастерами для добавления функциональности к NCSA HTTPd. По легенде, отсюда и возникло название — означающее, что это есть по сути коллекция патчей: «a patchy server».

### Музыкальное ПО
В программах для создания музыки патчем называется сохранённый в памяти музыкального синтезатора набор программируемых параметров звучания определённого звука — программный модуль, содержащий различные дополнительные звуковые эффекты и пресеты.

### Участие пользователя в обновлении ПО
Бывает, что само обновление становится причиной новых ошибок в работе. Поэтому опытные пользователи предпочитают выждать некоторое время, пока не появятся первые отзывы о результатах использования новой версии ПО, и уже потом решают, стоит ли устанавливать данный патч. Особенно критичен данный момент для системных администраторов и при установке больших обновлений операционной системы.
В случае обновления операционных систем и серверного программного обеспечения патчи играют важную роль в поддержании безопасности и устранении дыр в защите. Чтобы облегчить установку таких обновлений, операционные системы часто поддерживают автоматические или полуавтоматические механизмы обновления.

При этом осторожные пользователи (в частности, системные администраторы) обычно отключают автоустановку патчей, пока не убедятся в стабильной работе исправленных версий на чужих примерах. В случае больших или очень важных патчей разработчики часто сначала сами проводят предварительное тестирование (бета-тестирование).

#### Принудительное обновление
Иногда разработчики программ принуждают пользователей к обновлению. Это может выражаться в ограничении доступа с помощью необновлённой программы к сервисам разработчика (например, невозможности устанавливать последующие патчи и обновления), либо в полном или частичном отказе самой программы.
Причинами могут быть:
- уязвимости в программе, делающие её использование опасным для сервисов разработчика, компьютера пользователя или других компьютеров;
- изменения или исправления, напрямую связанные с сервисами разработчика (совместимость между установленными у всех пользователей копиями, правила игры, условия использования сервисов);
- борьба против определённых действий пользователя (например, читерства в сетевых играх или использования несвободных компонентов ПО, не одобренного правообладателем); при этом могут удаляться важные функции, например, возможность установки Unix-подобных операционных систем на игровую консоль PlayStation 3 («OtherOS»).[2]

## Патч встроенного ПО
Во многих устройствах программное обеспечение находится в памяти самого устройства в виде т. н. прошивки, которая включает в себя сразу и операционную систему, управляющую работой устройства, и собственно набор программ, обеспечивающих выполнение тех или иных его функций. Поэтому если разработчиком предусмотрена возможность замены его прошивки (перепрошивка), то применение патча на программное обеспечение устройства чаще всего представляет собой полную замену целиком всей прошивки на более новую версию. Обычно такой патч состоит из файла, содержащего обновленный программный код в двоичном виде, и специальной программы, записывающей его в память устройства вместо прежней версии.
Пример такого вида патчей — перепрошивка БИОСа материнской платы компьютера или современного мобильного телефона, подключённого к компьютеру.
Поскольку по сути перезаписывается не какая-то часть программ или функций, а вся операционная система устройства, любая неожиданная ошибка или вмешательство в процесс перепрошивки (например, выключение питания) могут помешать корректно записать её до конца, что в свою очередь чаще всего приводит к полной неработоспособности устройства.

## Разработка патчей
Для создания, использования и учёта патчей используют системы управления версиями.

### Автоматизация установки
Зачастую современные программы обновлений могут управлять патчами. Автоматизация всего процесса упрощает задачу конечного пользователя — ему достаточно запустить программу, а та уже решит, нужно ли ставить патчи, и в каком порядке. Бывает и так, что программа скачивает обновления из интернета без участия пользователя. Такой способ часто применяется в поддержке серверного программного обеспечения и операционных систем. В ситуации, когда администратору приходится следить за несколькими компьютерами такой подход помогает поддерживать надёжность системы в целом. Обычно таким способом происходит установка обновлений безопасности.

### Вспомогательные утилиты
Чтобы все изменения, совершаемые патчем, происходили автоматически без участия пользователя, существуют специальные утилиты, с помощью которых создают самоустанавливающиеся патчи. В них записывается информация, какие файлы должны быть заменены, или какие программы запущены после распаковки, если должно быть изменено содержимое файлов. Чаще всего полученный таким образом патч представляет собой самораспаковывающийся архив, содержащий обновленные файлы целиком.
Подробнее см. в статье Самораспаковывающийся архив.